# Référendum constitutionnel arménien de 1995
Le référendum constitutionnel arménien de 1995 est un référendum ayant eu lieu le 5 juillet 1995 en Arménie. Il a eu une participation de 55,6 % et a été approuvé à 70,3 %. 